# Église de Pantin (stanice metra v Paříži)
Église de Pantin je nepřestupní stanice pařížského metra na lince 5. Leží za hranicemi Paříže na území města Pantin pod Avenue Jean Lolive.

## Historie
Stanice byla otevřena 12. října 1942 při prodloužení linky ze stanice Gare du Nord. Až do 25. dubna 1985 sloužila jako konečná stanice, než byla trať rozšířena dále do Bobigny – Pablo Picasso.

## Název
Stanice byla pojmenována podle nedalekého kostela ve městě Pantin (église = kostel).